# SoftBank 921P
SoftBank 921P（ソフトバンク きゅうにーいちピー）は、パナソニック モバイルコミュニケーションズによって開発された、ソフトバンクモバイルの第三世代携帯電話 (SoftBank 3G) 端末である。

## 特徴
2008年夏モデルとして登場した、920Pの後継機。VIERAケータイを名乗り、同時期に発売されたNTTドコモ向けのP906iとほぼ同じような機能を持つ。
背面はほぼ全面がハーフミラー仕上げで、すっきりとしたデザインになっている。デザインもP906iに近い。
920Pからの変化は、ドコモ向けP905iからのP906iへの変化に近く、より薄型化され、メイン液晶が3.1インチになり、サブ画面もP906iと同様に少し大きくなっている。またカメラ機能もP906iと同様に約507万画素CMOSカメラ・顔認識AFを搭載したがフォトライトが省略された

## 主な機能・サービス
| 主な対応サービス         | 主な対応サービス       | 主な対応サービス     | 主な対応サービス |
| ------------------------ | ---------------------- | -------------------- | ---------------- |
| S!一斉トーク             | S!ともだち状況         | Yahoo!mocoa          |                  |
| S!ループ                 | S!タウン               | S!速報ニュース       |                  |
| PCサイトブラウザ         | 電子コミック           | S!アプリ(メガアプリ) |                  |
| 着うたフル/着うた        | デコレメール           | S!電話帳バックアップ |                  |
| S!FeliCa                 | S!ミュージックコネクト | S!GPSナビ            |                  |
| コンテンツおすすめメール | TVコール               | 国際ローミング       |                  |
| ワンセグ                 | 3G ハイスピード        | S!おなじみ操作       |                  |

## 歴史
- 2008年6月16日 - JATE(電気通信端末機器審査協会）の認定を通過した事が報道機関に明らかにされる。
- 2008年8月2日 - 発売開始

## 不具合
- 2009年4月22日に以下の不具合を修正するソフトウェアの更新がなされた。
  - ブラウザ使用中に、特定の操作を行う事でリセットする場合がある。
  - 特定のデコレテンプレートをダウンロードするとリセットする場合がある。
  - お客さまの利用環境によっては、電池の使用時間が短くなる場合がある。
- 2010年5月31日に以下の不具合を修正するソフトウェアの更新がなされた。
  - アプリによるパケット通信中にカメラを起動した場合、それ以降、ごくまれにパケット通信ができなくなる
- 2010年7月23日に以下の不具合を修正するソフトウェアの更新がなされた。
  - モバイルSuicaアプリが起動できない場合がある
- 2012年4月24日に以下の不具合を修正するソフトウェアの更新がなされた。
  - ネットワークの状況などにより、コンテンツのダウンロードに失敗してしまう場合がある。